# Isola Daniel (Windmill)
L'isola Daniel (in inglese Daniel Island) è una piccola isola antartica facente parte dell'arcipelago Windmill.
Localizzata ad una latitudine di 66° 22' sud e ad una longitudine di 110°27' est, l'isola si trova a sud dell'isola Honkala. La zona è stata mappata per la prima volta mediante ricognizione aerea durante l'operazione Highjump e l'operazione Windmill, negli anni 1947-1948.